# Masalit (volk)
De Masalit (Masalit: Masara, Arabisch: ماساليت ) zijn een Nilo-Saharaans volk in Soedan en Tsjaad.

## Bevolking
Volgens een volkstelling van 1955 waren er 150.000 Masalit in Soedan, naast ongeveer 50.000 in Tsjaad. Ethnologue raamde in 2011 de Masalit-sprekers op 440.000, waarvan 350.000 in Soedan.
De Masalit leven voornamelijk van de landbouw.

## Cultuur
De Masalit zijn sinds hun bekering door 17de-eeuwse handelaren doorgaans Soenni-moslims, hoewel elementen van heidens animisme in zwang bleven.
Ze spreken zeven lokale dialecten van de eigen Masalit-taal, een tot de Maban-tak behorend lid van de Nilo-Saharaanse talen-familie. Daarnaast wordt Arabisch als lingua franca gebruikt.

## Geschiedenis
Het land van de Masalit heet Dar Masalit, en ligt in het westen van Soedan. Volgens de tradities zijn ze oorspronkelijk via Tsjaad uit het huidige Tunesië afkomstig.
In 1884 werd hun eigen sultanaat Dar al-Masalit gesticht. Het werd in 1921 opgeheven, na de regeringen van vier sultans:
- 1884 - 1889 (benaderd overlijden) Isma`il ibn `Abd an-Nabi
- 1889 - 1907 (overlijden) Abu Bakr ibn Isma`il
- 1907 - 1910 (overlijden) Taj ad-Din Muhammad ibn Isma`il
- 1910 - 1921 (?) Bahr ad-Din Muhammad ibn Abi Bakr.

Tegenwoordig heet het gebied West-Darfoer (Gharb Darfur), dat in 1994 een van de gefedereerde staten van (Noord-)Soedan werd.
De Masalit zijn een van de groepen die het slachtoffer werden van het Conflict in Darfoer, waarbij de regering in Khartoem een proces van genocide voerde. In november 2023 raakte bekend dat opnieuw een bloedbad was aangericht, ditmaal onder de inwoners van Ardamata, een dorp nabij Al-Junaynah. Daders waren leden van de paramilitaire groepering Rapid Support Forces (RSF), tijdens het aanslepende conflict in Soedan.